# Калињак
Калињак (фр. Calignac) насеље је и општина у југозападној Француској у региону Аквитанија, у департману Лот и Гарона која припада префектури Нерак.
По подацима из 2011. године у општини је живело 496 становника, а густина насељености је износила 26,99 становника/km². Општина се простире на површини од 18,38 km². Налази се на средњој надморској висини од 140 метара (максималној 187 m, а минималној 51 m).

## Демографија
| 1962. | 1968. | 1975. | 1982. | 1990. | 1999. | 2011. |
| ----- | ----- | ----- | ----- | ----- | ----- | ----- |
| 353   | 401   | 381   | 410   | 387   | 373   | 496   |

График промене броја становника у току последњих година